# Youness Mankari
Youness Mankari (arab. يونس المنقاري, ur. 4 lutego 1983) – marokański piłkarz i trener. Trzykrotny reprezentant kraju. Asystent trenera w Rachad Bernoussi.

## Kariera

### Początki
Zaczynał karierę w Wydadzie Casablanca, gdzie grał jako junior do 2001 roku. Potem przebił się do pierwszego zespołu. 1 lipca 2004 roku został zawodnikiem Kawkabu Marrakesz, ale po roku wrócił do Wydadu. 

### Ettifaq SC
Następnie zaczął grać w Ettifaq FC. W tym zespole zadebiutował 25 września 2009 roku w meczu przeciwko Al-Ahli Dżudda (porażka 2:0). Zagrał całą drugą połowę. Pierwszego gola strzelił 3 listopada 2009 roku w meczu przeciwko Asz-Szabab Rijad (porażka 4:1). Jedynego gola dla swojej drużyny strzelił w 66. minucie. Łącznie zagrał 8 meczów i strzelił gola.

### Al-Kharitiyath SC
1 stycznia 2010 roku przeszedł do Al-Kharitiyath SC.

### Powrót do Wydadu Casablanca
Po okresie grania na Bliskim Wschodzie, Youness Mankari wrócił do klubu, w którym się wychował.
W sezonie 2011/2012 zagrał 13 meczów.
W kolejnym sezonie zagrał 24 mecze, miał gola i asystę.
W sezonie 2013/2014 zagrał 3 spotkania.

### Wydad Fès
21 stycznia 2014 roku przeszedł do Wydadu Fès. W tym zespole zadebiutował 8 lutego 2014 roku w meczu przeciwko FUS Rabat (porażka 0:1). Zagrał cały mecz. Łącznie zagrał 8 spotkań.

### Dalsza kariera
19 sierpnia 2014 roku przeszedł do JS Massira

## Reprezentacja
Zagrał trzy mecze w reprezentacji Maroka. Pierwszy z nich rozegrał 7 czerwca 2008 roku, a rywalem Maroka była reprezentacja Mauretanii (wygrana 1:4). Zagrał cały mecz.

## Jako trener
Jest asystentem trenera w Rachad Bernoussi.